# Прошенков, Николай Иванович
Никола́й Ива́нович Прошенко́в (7 января 1918, д. Путятино, ныне Вязниковский район, Владимирская область — 27 апреля 1963, Киев) — командир эскадрильи 69-го гвардейского истребительного авиационного полка 23-й гвардейской истребительной авиационной дивизии 6-го гвардейского истребительного авиационного корпуса 2-й воздушной армии 1-го Украинского фронта, гвардии майор, Герой Советского Союза.

## Биография
Родился 7 января 1918 года в крестьянской семье. Русский. В 1932 году окончил 7 классов, следующие 2 года учился в школе ФЗУ и работал на фабрике в Вязниках. Был помощником мастера на ткацкой фабрике «Свободный пролетарий». Одновременно занимался в аэроклубе.
В 1938 году поступил на военную службу. В 1939 году окончил Чкаловское авиационное училище лётчиков. С 13 августа 1941 года младший лейтенант Прошенков на фронтах Великой Отечественной войны.
До декабря 1941 года сражался в составе 13-го истребительного авиационного полка, летал на И-153 и Як-1. C марта по июнь 1942 года — в 774-м истребительном авиационном полку, где летал на Як-1. С лета 1942 года по осень 1944 года — в 21-м гвардейском истребительном авиационном полку, на Як-1 и «Аэрокобре». С осени 1944 года по май 1945 года — в 69-м гвардейском истребительном авиационном полку, на «Аэрокобре».
В августе 1941 года Прошенков открыл свой боевой счёт. В неравном бою с 4 вражескими самолётами он сбивает один Ме-109. Оставшиеся 3 немецких истребителя пытались атаковать самолёт Н. И. Прошенкова, но советский лётчик сам атаковал фашистов и обратил их в бегство.
3 февраля 1944 года группа в составе 5 самолётов «Аэрокобра» под командованием Прошенкова прикрывала наземные войска в районе города Шпола Черкасской области Украины. На высоте 2500 метров Прошенков заметил группу пикировщиков Ju-87 до 15 самолётов, а с интервалом до 15 км подходила и вторая группа немецких бомбардировщиков. Прошенков, имея преимущество в высоте, приказал одной паре находиться на той же высоте, а сам в составе 3 самолётов решительно атаковал самолёты противника и с первой же атаки сбил лично одного «Юнкерса». Выйдя из атаки, снова атаковал Ju-87 и в результате атаки сбил второго вражеского бомбардировщика. Видя, что «Юнкерсы» идут без прикрытия истребителей, Прошенков приказал верхней паре вступить в бой с бомбардировщиками. В результате смелых и дерзких атак истребителей группы под командованием Прошенкова, немецкие бомбардировщики не выполнили свою задачу, в беспорядке ушли на свою территорию, потеряв при этом 5 самолётов.
После этого Прошенков заметил ещё одну группу Ju-87 до 18 самолётов и вступил с ними в бой. С первой же атаки сбил ещё одного «Юнкерса» и умело командуя своей группой, разогнал немецких бомбардировщиков. Так 5 наших лётчиков под командованием Прошенкова сорвали массированный налёт немецких бомбардировщиков на наши боевые порядки наземных войск, сбив при этом 6 самолётов противника типа Ju-87, из которых 3 лично сбил сам Прошенков.
К маю 1945 года командир эскадрильи 69-го гвардейского истребительного авиационного Краковского ордена Александра Невского полка 23-й гвардейской истребительной авиационной Черкасской Краснознамённой дивизии 6-го гвардейского истребительного авиационного корпуса 2-й воздушной армии 1-го Украинского фронта гвардии майор Н. И. Прошенков совершил 375 успешных боевых вылетов, в 86 воздушных боях лично сбил 19 и в составе группы 4 самолёта противника.
Указом Президиума Верховного Совета СССР от 27 июня 1945 года за образцовое выполнение боевых заданий командования, мужество, отвагу и геройство, проявленные в борьбе с немецко-фашистскими захватчиками гвардии майору Прошенкову Николаю Ивановичу присвоено звание Героя Советского Союза с вручением ордена Ленина и медали «Золотая Звезда» (№ 6559).
После окончания Великой Отечественной войны Н. И. Прошенков продолжал служить в Военно-воздушных силах СССР. В 1952 году окончил Высшие лётно-тактические курсы усовершенствования офицерского состава. С 1960 года гвардии полковник Н. И. Прошенков — в запасе. Жил в Киеве. Скончался 27 апреля 1963 года. Похоронен в Киеве на Байковом кладбище.

## Память
- Надгробный памятник на Байковом кладбище в Киеве.
- Мемориальная доска в память о Прошенкове установлена Российским военно-историческим обществом на здании Никологорской средней школы Вязниковского района, где он учился.